# Burma i olympiska sommarspelen 2008
Burma i olympiska sommarspelen 2008 bestod av 6 idrottare som blivit uttagna av Myanmars olympiska kommitté. Myanmar är Burmas officiella namn och de var femtonde gången Burma deltog.

## Bågskytte
- Huvudartikel: Bågskytte vid olympiska sommarspelen 2008
- Herrar

| Namn         | Gren         | Rankingrunda | Rankingrunda | 32-delsfinal                     | 16-delsfinal     | 8-delsfinal      | Kvartsfinal      | Semifinal        | Final            | Final            |
| Namn         | Gren         | Poäng        | Seed         | Resultat                         | Resultat         | Resultat         | Resultat         | Resultat         | Resultat         | Plats            |
| ------------ | ------------ | ------------ | ------------ | -------------------------------- | ---------------- | ---------------- | ---------------- | ---------------- | ---------------- | ---------------- |
| Nay Myo Aung | Individuellt | 637          | 52           | Dobrowolski (POL) (13) L 110-106 | Gick inte vidare | Gick inte vidare | Gick inte vidare | Gick inte vidare | Gick inte vidare | Gick inte vidare |

## Friidrott
- Huvudartikel: Friidrott vid olympiska sommarspelen 2008

Förkortningar
- Noteringar – Placeringarna avser endast löparens eget heat
- Q = Kvalificerad till nästa omgång
- q = Kvalificerade sig till nästa omgång som den snabbaste idrottaren eller, i fältgrenarna, via placering utan att uppnå kvalgränsen.
- NR = Nationellt rekord
- N/A = Omgången ingick inte i grenen
- Bye = Idrottaren behövde inte delta i denna omgång

Herrar
Bana och landsväg
| Soe Min Thu | 5 000 m | 15:50.56 | 14 | Gick inte vidare | Gick inte vidare | Gick inte vidare | Gick inte vidare |

Damer
Bana & landsväg
| Idrottare   | Gren  | Heat     | Heat      | Kvartsfinal      | Kvartsfinal      | Semifinal        | Semifinal        | Final            | Final            |
| Idrottare   | Gren  | Resultat | Placering | Resultat         | Placering        | Resultat         | Placering        | Resultat         | Placering        |
| ----------- | ----- | -------- | --------- | ---------------- | ---------------- | ---------------- | ---------------- | ---------------- | ---------------- |
| Lai Lai Win | 200 m | 24.37    | 8         | Gick inte vidare | Gick inte vidare | Gick inte vidare | Gick inte vidare | Gick inte vidare | Gick inte vidare |

## Kanotsport
Sprint
| Kanotist           | Gren                 | Heat     | Heat      | Semifinal        | Semifinal        | Final            | Final            |
| Kanotist           | Gren                 | Tid      | Placering | Tid              | Placering        | Tid              | Placering        |
| ------------------ | -------------------- | -------- | --------- | ---------------- | ---------------- | ---------------- | ---------------- |
| Phone Myint Tayzar | Herrarnas K-1 500 m  | 1:48.179 | 7 QS      | 1:55.300         | 8                | Gick inte vidare | Gick inte vidare |
| Phone Myint Tayzar | Herrarnas K-1 1000 m | 3:53.578 | 8         | Gick inte vidare | Gick inte vidare | Gick inte vidare | Gick inte vidare |

## Rodd
Damer
| Idrottare     | Gren          | Heat    | Heat      | Kvartsfinal | Kvartsfinal | Semifinal | Semifinal | Final   | Final     | Final |
| Idrottare     | Gren          | Tid     | Placering | Tid         | Placering   | Tid       | Placering | Tid     | Placering |       |
| ------------- | ------------- | ------- | --------- | ----------- | ----------- | --------- | --------- | ------- | --------- | ----- |
| Shwe Zin Latt | Singelsculler | 8:42,23 | 4 QF      | 8:17,76     | 6 SC/D      | 8:24,23   | 5 FD      | 8:00,05 | 21        |       |

## Simning
- Huvudartikel: Simning vid olympiska sommarspelen 2008